# 愛媛県道219号砥部伊予松山線
愛媛県道219号砥部伊予松山線（えひめけんどう219ごう とべいよまつやません）は、愛媛県伊予郡砥部町から松山市に至る一般県道である。当県道は、愛媛県の中予地方局が管轄している。

## 概要
伊予郡砥部町大南から松山市大可賀1丁目に至る。

### 路線データ
- 起点：伊予郡砥部町大南（愛媛県道53号大平砥部線交点）
- 終点：松山市大可賀1丁目（愛媛県道22号伊予松山港線交点）

## 歴史
- 1958年（昭和33年）6月27日 - 愛媛県告示第566号により、愛媛県道に認定された[1]。当時の整理番号は80[1]。

## 路線状況

### 重複区間
- 愛媛県道326号松山松前伊予線（伊予郡松前町大字西高柳 - 松山市余戸南4丁目）

### 道路施設

#### 橋梁
- 砥部橋（砥部川、伊予郡砥部町）
- 天神橋（砥部川、伊予郡砥部町）
- 横田橋（大谷川、伊予郡松前町）
- 神寄橋（神寄川、伊予郡松前町）
- 村中橋（村中川、松山市）
- 天王橋（松山市）
- 宮前川橋（宮前川、松山市）
- 三本柳橋（宮前川、松山市）

## 地理

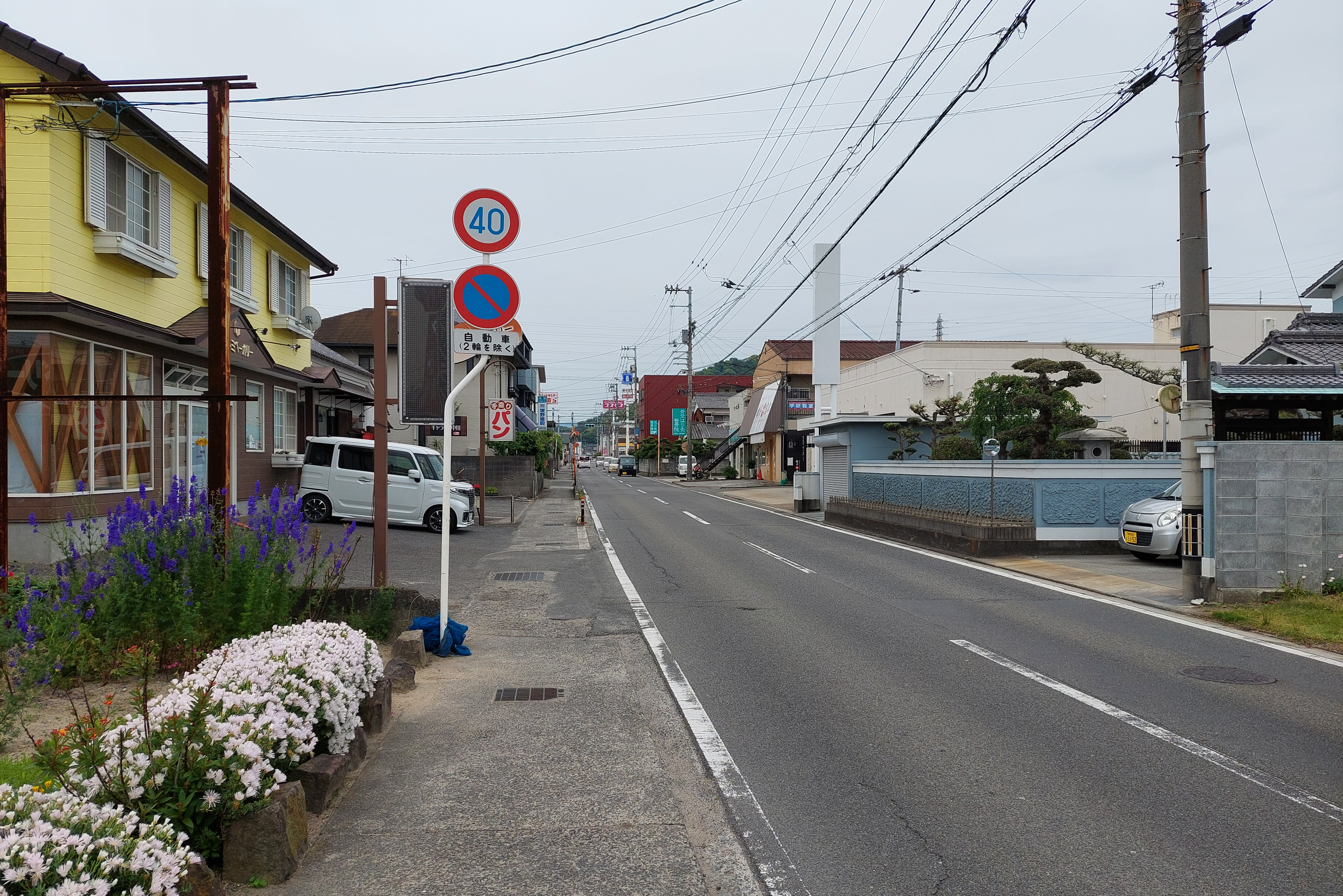
県道219号
松山市別府町

### 通過する自治体
- 愛媛県
  - 伊予郡砥部町 - 伊予市 - 伊予郡松前町 - 松山市

### 交差する道路
| 交差する道路                                                 | 市町村名 | 市町村名 | 交差する場所 | 交差する場所   |
| ------------------------------------------------------------ | -------- | -------- | ------------ | -------------- |
| 愛媛県道53号大平砥部線                                       | 伊予郡   | 砥部町   | 大南         | 起点           |
| 愛媛県道23号伊予川内線                                       | 伊予市   | 伊予市   | 下三谷       |                |
| 愛媛県道214号八倉松前線                                      | 伊予郡   | 松前町   | 大字永田     | 永田交差点     |
| 国道56号                                                     | 伊予郡   | 松前町   | 大字昌農内   | 昌農内交差点   |
| 愛媛県道326号松山松前伊予線 重複区間起点                     | 伊予郡   | 松前町   | 大字西高柳   |                |
| 愛媛県道326号松山松前伊予線 重複区間終点                     | 松山市   | 松山市   | 余戸南4丁目  |                |
| 国道56号 / 松山外環状道路 愛媛県道190号久米垣生線 / バイパス | 松山市   | 松山市   | 余戸南4丁目  |                |
| 愛媛県道190号久米垣生線                                      | 松山市   | 松山市   | 余戸中3丁目  |                |
| 愛媛県道18号松山空港線                                       | 松山市   | 松山市   | 高岡町       |                |
| 愛媛県道18号松山空港線 / バイパス                            | 松山市   | 松山市   | 北斎院町     | 北斎院町交差点 |
| 愛媛県道22号伊予松山港線                                     | 松山市   | 松山市   | 大可賀1丁目  | 終点           |

### 交差する鉄道
- 予讃線
- 伊予鉄道郡中線

### 沿線
- 砥部町立砥部中学校
- 砥部町立宮内小学校
- JR四国予讃線 伊予横田駅
- 伊予鉄道郡中線 岡田駅
- 松前町立岡田中学校
- 高岡郵便局
- 松山市立津田中学校
- 大可賀郵便局